# National Science and Media Museum

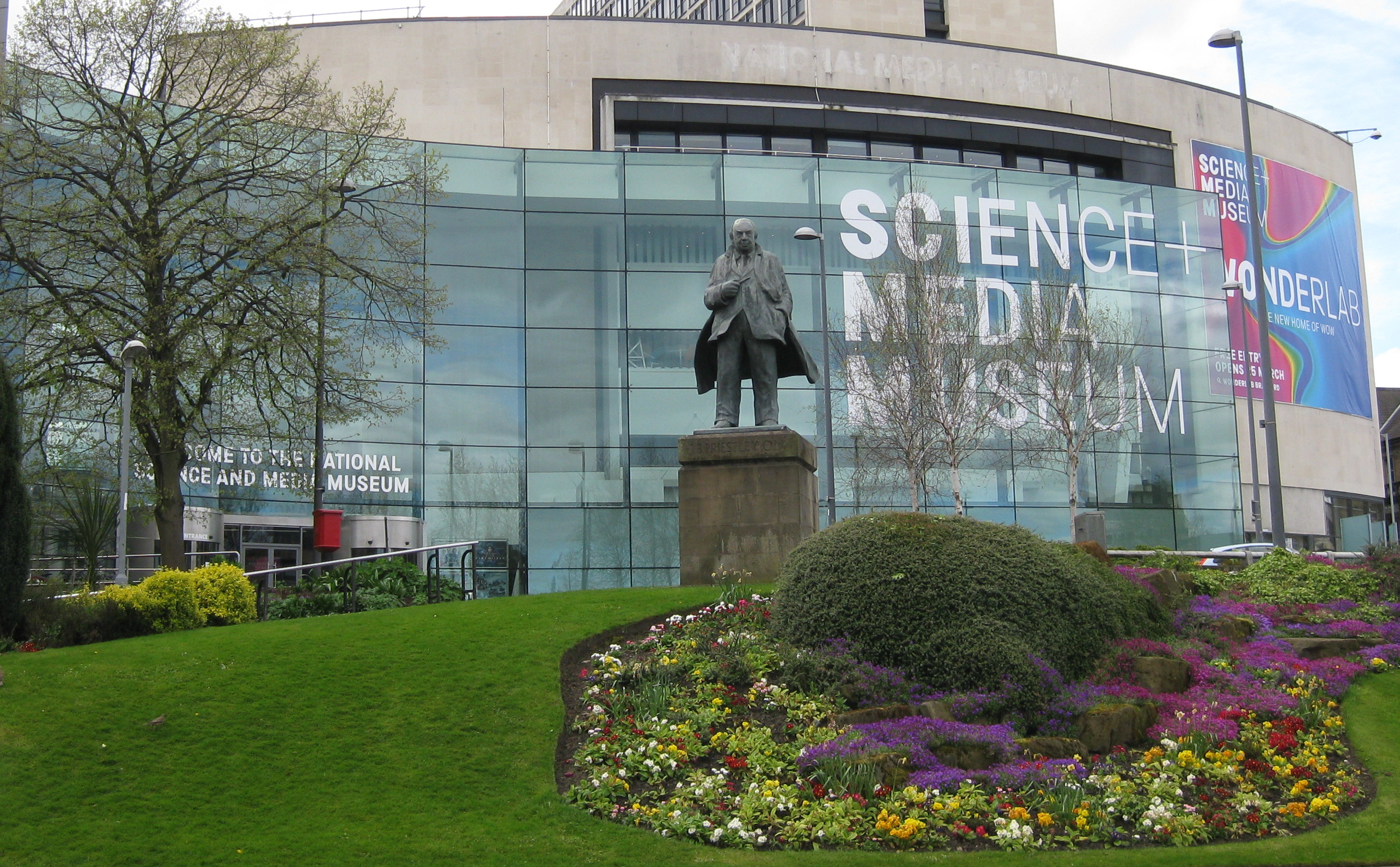

Het National Science and Media Museum (van 1983 tot 2006 National Museum of Photography, Film & Television en van 2006 tot 2017 National Media Museum) is een museum in het Engelse Bradford. Op zeven verdiepingen belicht men fotografie, televisie, animatiefilm, gaming, Internet en de wetenschappelijke princioes rond licht en kleur. In 1983 werd het eerste Europerse IMAX-scherm er geplaatst.